# Giun sán

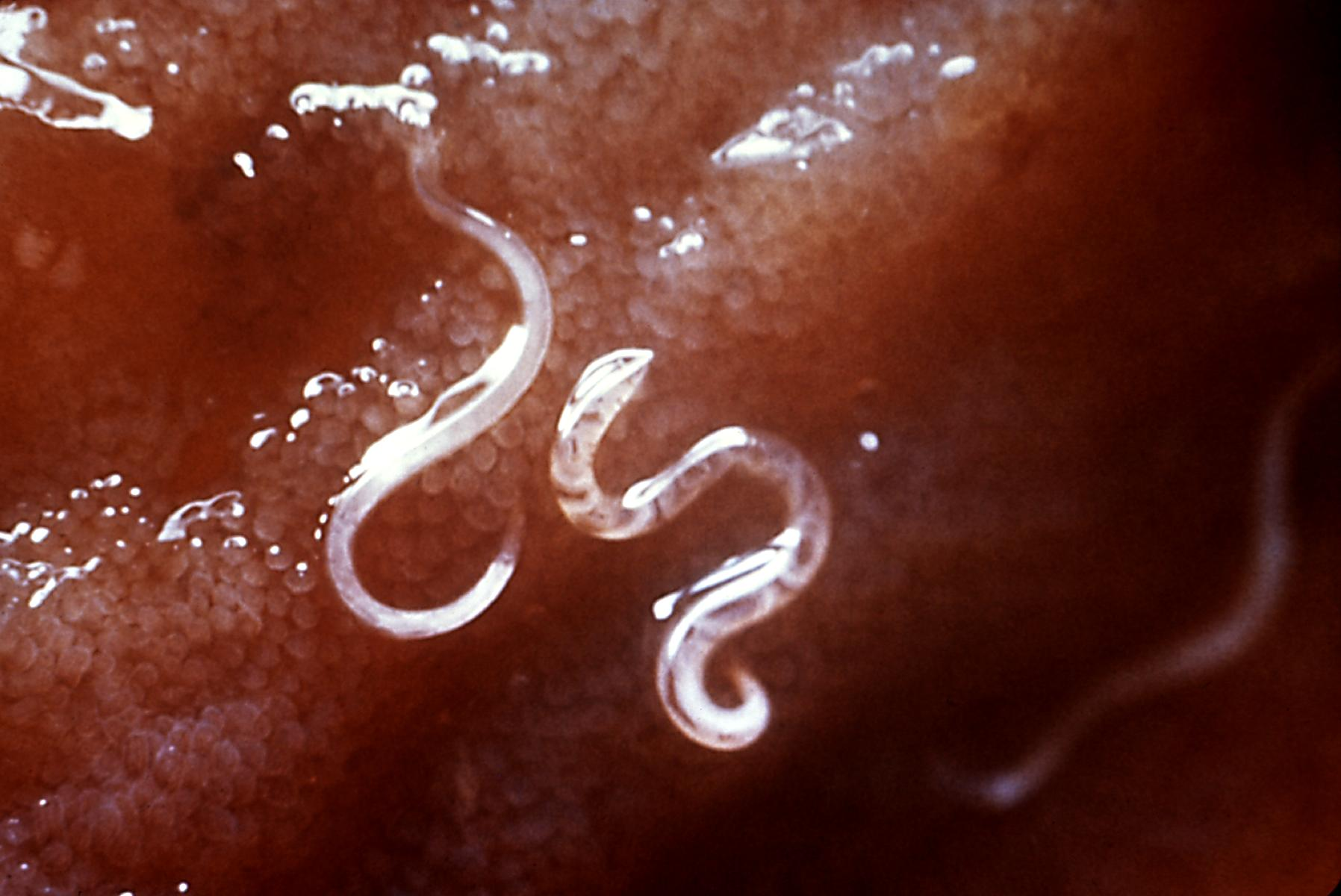
Giun móc ký sinh, có ít nhất hơn 80% người Việt nhiễm phải một loài giun sán nào đó

Giun sán, còn gọi là giun ký sinh, sán ký sinh, sán lãi hay lãi, là những sinh vật đa bào lớn (khi trưởng thành thường có thể được nhìn thấy bằng mắt) thường sống ký sinh trong cơ thể con người và động vật, đặc biệt là gia súc, gia cầm và vật nuôi. Thông thường chúng thuộc về các nhóm plathelminth (cestode và sán lá) và nemathelminth (giun tròn) - cả hai đều là những loại giun - và annelida, mà không phải là ký sinh hoặc ít nhất là ectoparasites như đỉa.

## Đối tượng nhiễm
Những người có thói quen ăn thịt tái sống có thể nhiễm ký sinh trùng. Hàng đầu là các bệnh giun sán: giun đũa, giun móc, giun tóc, giun kim, sán lá gan, sán dây, sán lá phổi, giun chỉ. Mầm giun sán rất phổ biến trong thức ăn tái sống.
Một số loài có thể kể đến như: 
- Giun xoắn (do ăn thịt heo hoặc thịt động vật hoang dã sống hoặc nấu chưa chín)
- Sán đầu gai (do ăn các động vật mang ấu trùng như cá, tôm, ốc, ếch, lươn, rắn, … nấu chưa chín)
- Sán lá nhỏ ở gan (do ăn cua, cá, thực vật thủy sinh sống hoặc nấu chưa chín)
- Sán lá lớn ở gan (do ăn thực vật thủy sinh mang ấu trùng)
- Sán lá phổi (do ăn cua, tôm, ốc sống hoặc nấu nướng chưa chín)
- Sán lá ruột (do ăn cá, thực vật thủy sinh như rau muống, rau nhút… sống hoặc nấu chín với tỉ lệ 30 - 40%)
- Sán dải heo (do ăn thịt heo mang trứng hay đốt sán dải (heo gạo) sống hoặc nấu chưa chín…

Giun sán là những ký sinh trùng phổ biến ở Việt Nam và số người mang loại ký sinh trùng cũng tương đối nhiều Người Việt Nam hầu như ai cũng chứa giun sán trong cơ thể, lý do không chỉ vì tập quán ăn uống, mà còn do khí hậu nóng ẩm. Trong 90 triệu người Việt Nam chiếm khoảng 80% dân số đang nhiễm phải giun, 60 triệu người Việt Nam nhiễm giun, cứ 10 người Việt Nam thì có bảy, tám người bị nhiễm giun sán. Khoảng 70 – 80 % người dân nhiễm ít nhất một loại giun sán nào đó. Khoảng 3/4 dân số Việt Nam bị nhiễm giun, tỷ lệ nhiễm ở nam cao gấp 3 lần nữ.